# ランドローバー・レンジローバースポーツ
レンジローバー スポーツ（Range Rover Sport）は、インド・タタ自動車の子会社である、イギリス・ランドローバーが2005年に発表した高級SUVである。

## コンセプトカー (レンジストーマー)

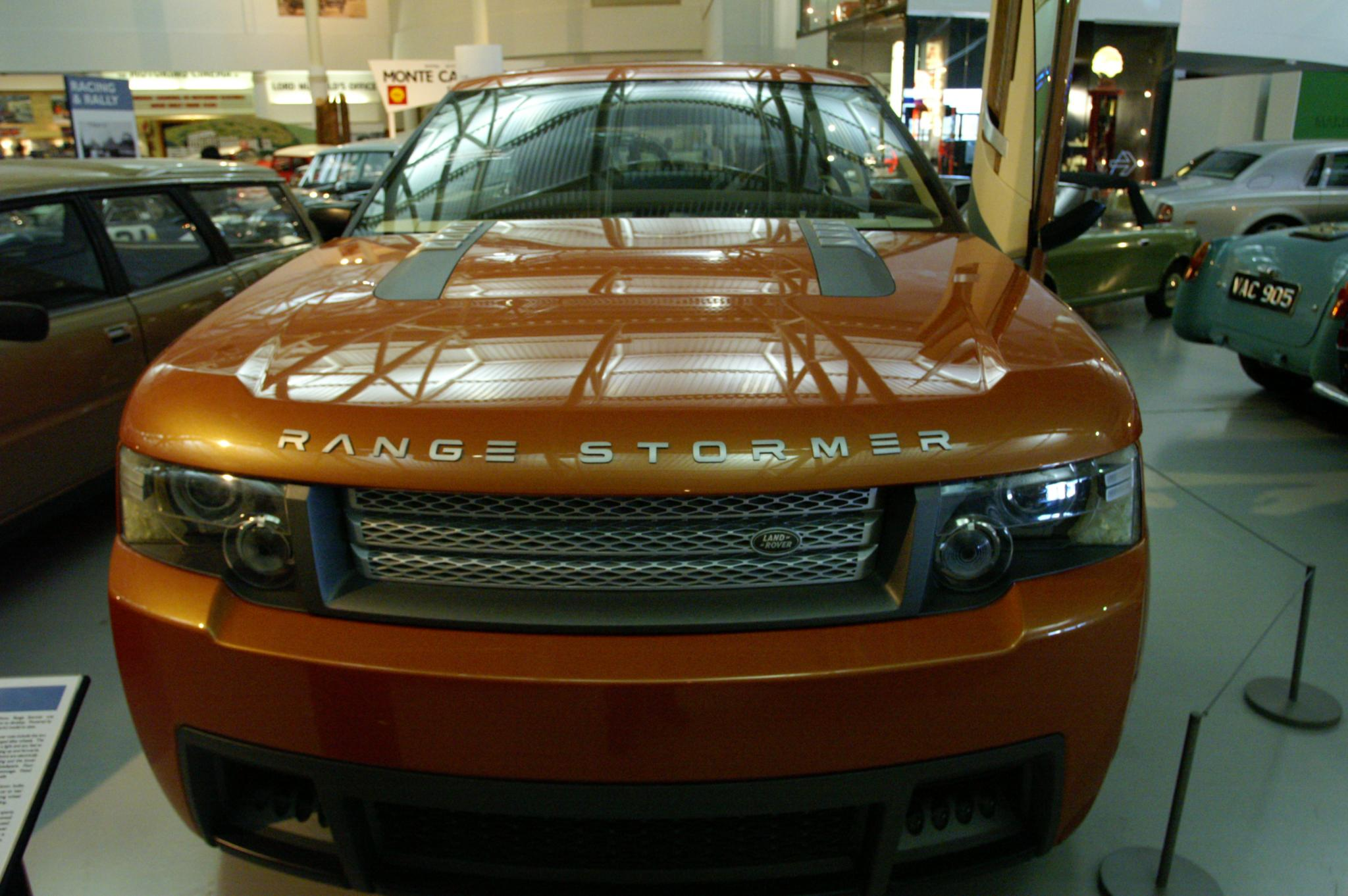
レンジストーマー

2004年1月、北米国際自動車ショーにてレンジストーマーとして発表された。4.2Lスーパーチャージャー付きガソリンエンジン、6速オートマチックトランスミッションフルタイム四輪駆動が搭載された。

## 初代 (2005年 - 2013年) L320
ポルシェ・カイエンの成功により刺激されて作られたSUVといわれている。ランドローバーのスポーツツアラーとして登場した第5番目のモデル。ボディはレンジローバーに似ているが、シャシーは、ディスカバリー3と共通のインテグレーテッド・ボディ・フレームを採用している。ホイール・ベースはディスカバリー3より短く、サスペンションなどの味付けも異なる。
レンジローバーはゆったりとくつろげる走りであるのに対し、レンジローバースポーツはスポーティな走りを意識した設計となっている。
ガソリンエンジンはいずれもV型8気筒のAJ-V8エンジンで、4.4 L自然吸気エンジンと4.2 Lスーパーチャージャー付きモデルがある。ディーゼルエンジンはフォード・AJDエンジンで、2.7 L V型6気筒ターボディーゼルと3.6 L V型8気筒ターボディーゼルがある。
スーパーチャージャー付車には、ダイナミック・レスポンスというコーナリング時のボディ・ロールを抑えるアクティブスタビライザーが装備される。2つのGセンサーから得た路面の凹凸率から、オフロード走行をしていると感知すると、ダイナミック・レスポンスの作動を制限し、オフロード走行に必要なサスペンションの作動を妨げないようになっており、オンロード性能向上のために、ランドローバー伝統のオフロード性能を犠牲にはしていない。
ビッグマイナーチェンジ（後期モデル）
2009年4月、ニューヨークモーターショーでマイナーチェンジモデルを発表。パワートレインが変更され、ガソリン車はスーパーチャージャー付車および自然吸気ともに新開発の5.0 L AJ-V8 Gen IIIを採用。ディーゼルは新開発の3.0 L AJ-V6D Gen IIIに統一。またフロントグリルにハニカムメッシュデザインを採用するなど内外装を大幅にリファインした。
2013年、初代の生産が終了した。

### 日本での販売
- 2005年9月14日、ガソリンエンジン車のみが日本に導入。グレードはジャガー製の4.2L V8をスーパーチャージャーで過給した「ファーストエディション」と「スーパーチャージド」、4.4L V8自然吸気の「HSE」の3種類用意された[4]。
- 2008年3月1日にラインナップが変更され、「4.2 V8 スーパーチャージド」と「4.4 V8」の2グレード展開となった[5]。
- 2009年12月5日、マイナーチェンジ。新エンジンとなり「5.0 V8 スーパーチャージド」と「5.0 V8」の2グレード展開となった[6]。ハンドル位置はすべて右ハンドルとなる。
- 2010年9月、2011年モデル発売。新グレード「オートバイオグラフィ スポーツ」が追加された。電子デバイスが強化され、ヒルスタート・アシストとグラディエント・アクセレーション・コントロールが搭載された。また、DVDナビゲーションシステムに変更されデジタルテレビチューナーが搭載された[7]。
- 2011年6月4日、特別仕様車「レンジローバースポーツ プレミアムパッケージ」発売[8]。
- 2011年12月、2012年モデル発売。外装のデザインが変更され、フロントグリルとヘッドランプ内バックプレートがグロスブラック化され、ドアハンドルがボディ同色に変更されたほか、ホイールセンターキャップのロゴが「LAND ROVER」から「RANGE ROVER」に変更された[9]。
- 2012年1月14日、特別仕様車「レンジローバースポーツ 5.0 V8 LIMITED」発売。30台限定[10]。
- 2012年6月12日、2013年モデル発売。「5.0 V8 スーパーチャージド」と「オートバイオグラフィー・スポーツ」にレッド・ブレーキ・キャリパーが標準装備となった[11]。
- 2013年3月6日、特別仕様車「レンジローバースポーツ 5.0 V8 LIMITED」発売。120台限定[12]。

| グレード                      | 製造年                 | エンジン型式 | エンジン     | 排気量 | 最大出力        | 変速機 |
| ----------------------------- | ---------------------- | ------------ | ------------ | ------ | --------------- | ------ |
| ファーストエディション 4WD    | 2005年11月 - 2008年2月 | 428PS型      | V型8気筒DOHC | 4196cc | 390ps/56.0kg・m | 6速AT  |
| 4.2 V8 スーパーチャージド 4WD | 2006年1月 - 2009年11月 | 428PS型      | V型8気筒DOHC | 4196cc | 390ps/56.0kg・m | 6速AT  |
| 4.4 V8 4WD                    | 2006年1月 - 2009年11月 | 448PN型      | V型8気筒DOHC | 4393cc | 299ps/43.3kg・m | 6速AT  |

| グレード                          |                      | エンジン型式 | エンジン     | 排気量 | 最大出力        | 変速機 |
| --------------------------------- | -------------------- | ------------ | ------------ | ------ | --------------- | ------ |
| オートバイオグラフィ スポーツ 4WD | 2010年9月-2013年5月  | 508PS型      | V型8気筒DOHC | 4999cc | 510ps/63.8kg・m | 6速AT  |
| 5.0 V8 スーパーチャージド 4WD     | 2009年12月-2013年5月 | 508PS型      | V型8気筒DOHC | 4999cc | 510ps/63.8kg・m | 6速AT  |
| 5.0 V8 4WD                        | 2009年12月-2013年5月 | 508PN型      |              | 4999cc | 375ps/52.0kg・m | 6速AT  |

## 2代目 (2013年 - 2022年) L494

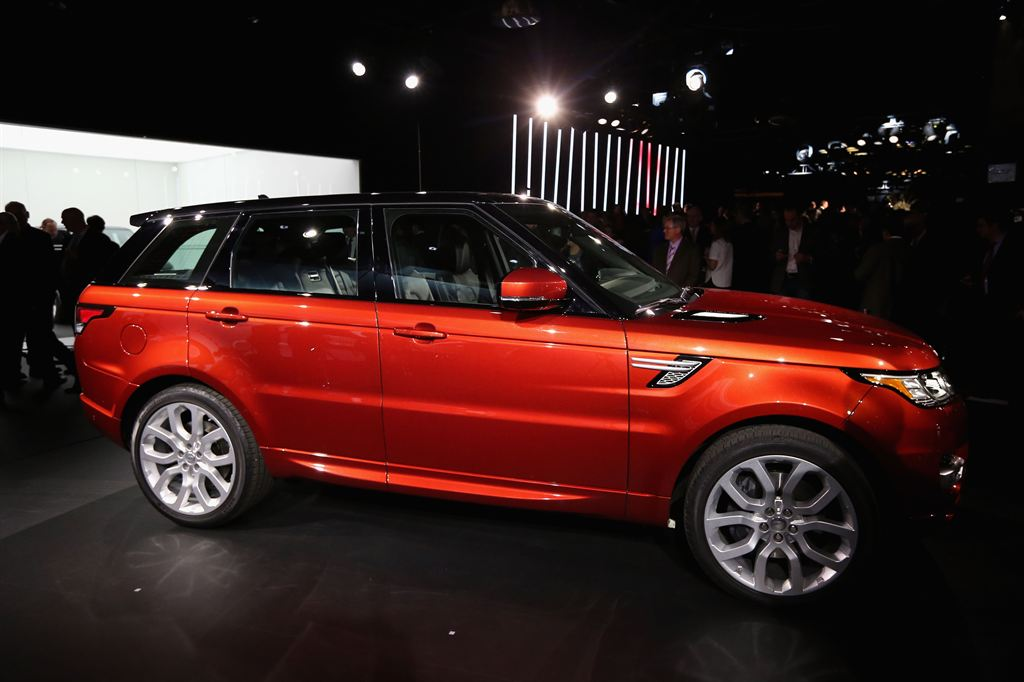
レンジローバースポーツ (2代目)

2013年4月のニューヨークモーターショーにて発表された。
シャシーは前年にフルモデルチェンジされた「レンジローバー」と共通のオールアルミのモノコックボディを採用し、大幅に軽量化された（V6で2140kg/V8で2310kg）。
パワートレインは、ガソリンエンジンが5.0 L V型8気筒のスーパーチャージャー付きLR-V8エンジンと、新開発の3.0 L V型6気筒のスーパーチャージャー付きエンジン（SCV6）の2種、さらにディーゼルエンジンは前モデルから継続する3.0L V6ツインターボのAJ-V6D Gen IIIエンジンで、最高出力292PS・最大トルク600Nmを発揮するLR-SDV6と、TDV6エンジンの2種類（いずれも当初は日本未導入）。ZF製の8速AT（コマンドシフト付）が組み合わせられる。
ボディサイズは、全長4855ｘ全幅1985ｘ全高1800mmで、ホイールベースは2920mm。フロントとリアのウィンドウが寝かされ、よりスポーティなデザインになった。
走行面では「オールテレインレスポンス2」や 60km/hまでならば停止することなく副変速機の切替が可能な「シフト・オン・ザ・ムーブ」などを搭載。最大渡河深度は150mm増え850mmとレンジローバーに見劣りしない性能となった。
モデルの変遷
2013年8月、ランドローバー初となるハイブリッドモデルが欧州で追加発表された。最高出力292psの3.0L V6ディーゼルエンジンに、47psのモーターが組み合わされる。
2013年9月、4.4L SDV8ディーゼルエンジンを追加した。キャリブレーションを最適化し、ツイン・インタークーラーや新型オイルパン、新設計の鋳造合金製エンジンマウントを用いた改良型吸気システムを採用し、最大出力339psと700Nmのトルクを発生する。
2014年11月、パワートレインの仕様変更が行われ、SDV6は306ps、700Nmに性能向上。TDV6はシングルターボ化され燃料効率を向上。オフロードのクルーズコントロールとも言える「ATPC（オールテレイン・プログレス・コントロール・システム）」を導入。
2016年モデルでは新グレード「HST」発表。従来比40PS増の最高出力380PSを発揮する3.0 L V6スーパーチャージド・ガソリンエンジンを搭載。
マイナーチェンジ（後期）
2017年10月、2018年モデルを発表。エクステリア・インテリアを大幅変更。シグネーチャー付きLEDヘッドライトのデザイン変更などによりイメージが一新した。またV型8気筒スーパーチャージドガソリンエンジンの出力が向上された。
さらにランドローバー初のプラグインハイブリッド導入を欧州で発表。最高出力300psの「インジニウム」2.0 L 直4ガソリンターボに、最高出力116psの駆動用モーターを組み合わせたパラレル式ハイブリッドシステム搭載車が追加された。また欧州で新開発「インジニウム」2.0 L 直4ディーゼルターボを導入。
2019年モデルでは、ステアリングアシストや緊急自動ブレーキなど運転支援システムを充実させた。
2019年2月、新開発された「インジニウム」直列6気筒ガソリンエンジンに48Vマイルドハイブリッドを搭載する高性能グレード「HST」を欧州で発表。最大出力400ps、最大トルク56.1kgmを発揮する。
レンジローバースポーツSVRの登場
2014年8月、米国カリフォルニア州ペブルビーチで「レンジローバースポーツSVR」がワールドデビューした。同車はジャガーランドローバーの「スペシャル・ビークル・オペレーションズ（SVO）」部門が開発し、「SVR」という称号を冠した最初のモデルである。「史上最速のランドローバー」と銘打たれたこのモデルは、最高出力550psの5.0 L V8スーパーチャージドが搭載され、電子制御式バルブを備えた2ステージ・アクティブ・エグゾースト・システムをランドローバーとしては初めて搭載。0-100mは4.7秒、最高速度は261 km/hを誇る。その後、2017年には出力575ps、トルク700Nmに向上。ライバルであるポルシェ・カイエンターボとは数値上ではほぼ同等となった。

### 日本での販売
2013年11月、東京モーターショー2013にて初めて日本で公開された。日本には「SE」「HSE」「Autobiography Dynamic」の3グレードが導入された。
2015年1月26日、2015年モデル発表。アダプティブクルーズコントロールが標準装備されたほか、新たに「オールテレイン・プログレス・コントロール・システム（ATPC）」が導入された。
2015年10月1日、2016年モデル発表。新グレードとして「SVR」と「HST」の2グレードが追加された。
2016年12月8日、2017年モデル発表。3.0 L V6ディーゼルターボエンジン搭載車が追加された。
2017年12月27日、限定車「レンジローバー スポーツSORIHULL」を発表。
2018年4月27日、2018年モデル発表。エクステリア・インテリアを大幅変更。
2018年6月27日、プラグインハイブリッド車（P400e）を発売。
2019年12月23日、2020年モデル発表。3.0 L V6スーパーチャージャー付きガソリンエンジンに代わり、3.0 L 直6「インジニウム」ガソリンターボエンジンが設定された。
| グレード              | エンジン                              | 排気量  | 最高出力    | 変速機 | 駆動方式 | 発売日                |
| --------------------- | ------------------------------------- | ------- | ----------- | ------ | -------- | --------------------- |
| SE                    | 306PS型V型6気筒DOHCスーパーチャージド | 2,994cc | 340ps/450Nm | 8速AT  | 4WD      | 2013年11月-2016年12月 |
| HSE                   | 306PS型V型6気筒DOHCスーパーチャージド | 2,994cc | 340ps/450Nm | 8速AT  | 4WD      | 2013年11月-2016年12月 |
| HST                   | 306PS型V型6気筒DOHCスーパーチャージド | 2,994cc | 340ps/450Nm | 8速AT  | 4WD      | 2015年10月-2016年12月 |
| Autobiography Dynamic | 508PS型V型8気筒DOHCスーパーチャージド | 4,999cc | 510ps/625Nm | 8速AT  | 4WD      | 2013年11月-2016年12月 |
| SVR                   | 508PS型V型8気筒DOHCスーパーチャージド | 4,999cc | 550ps/680Nm | 8速AT  | 4WD      | 2015年10月-2016年12月 |

| エンジン型式              | 総排気量 cc | 最高出力 kW (PS)/rpm   | 最大トルク Nm/rpm | グレード                            | 製造年                |
| ------------------------- | ----------- | ---------------------- | ----------------- | ----------------------------------- | --------------------- |
| 3.0L TDV6                 | 2,992       | 190 (258) /3,750       | 600 /1,750-2,250  | SE                                  | 2016年12月-           |
| 3.0L TDV6                 | 2,992       | 190 (258) /3,750       | 600 /1,750-2,250  | HSE                                 | 2016年12月-           |
| 3.0L TDV6                 | 2,992       | 190 (258) /3,750       | 600 /1,750-2,250  | HSEダイナミック                     | 2016年12月-           |
| P400e                     | 1,997       | 297 (404) /1,500-4,000 | 640 /1,500-3,500  | HSE                                 | 2018年6月-            |
| P400e                     | 1,997       | 297 (404) /1,500-4,000 | 640 /1,500-3,500  | HSEダイナミック                     | 2018年6月-            |
| P400e                     | 1,997       | 297 (404) /1,500-4,000 | 640 /1,500-3,500  | オートバイオグラフィー ダイナミック | 2018年6月-            |
| i6                        | 2,996       | 294 (400)              | 550               | SE                                  | 2019年12月-           |
| i6                        | 2,996       | 294 (400)              | 550               | HSE                                 | 2019年12月-           |
| i6                        | 2,996       | 294 (400)              | 550               | オートバイオグラフィー ダイナミック | 2019年12月-           |
| 3.0L V6スーパーチャージド | 2,994       | 250 (340) /6,500       | 450 /3,500        | SE                                  | 2016年12月-2019年12月 |
| 3.0L V6スーパーチャージド | 2,994       | 250 (340) /6,500       | 450 /3,500        | HSE                                 | 2016年12月-2019年12月 |
| 3.0L V6スーパーチャージド | 2,994       | 280 (380)/ 6,500       | 450 /3,500        | オートバイオグラフィー ダイナミック | 2016年12月-2019年12月 |
| 5.0L V8スーパーチャージド | 4,999       | 375 (510) /6,500       | 625 /2,500-3,500  | オートバイオグラフィー ダイナミック | 2016年12月-2018年4月  |
| 5.0L V8スーパーチャージド | 4,999       | 386 (525) /6,500       | 625 /2,500-3,500  | オートバイオグラフィー ダイナミック | 2018年4月−            |
| 5.0L V8スーパーチャージド | 4,999       | 405 (550)              | 680               | SVR                                 | 2016年12月-2018年4月  |
| 5.0L V8スーパーチャージド | 4,999       | 416 (575) /6,500       | 700 /3,500-5,000  | SVR                                 | 2018年4月-            |